# Ruellia nocturna
Ruellia nocturna är en akantusväxtart som beskrevs av M. Hedrén. Ruellia nocturna ingår i släktet Ruellia och familjen akantusväxter. Inga underarter finns listade i Catalogue of Life.